# Az 1964. évi nyári olimpia magyarországi résztvevőinek listája
Az 1964. évi nyári olimpiai játékokon a magyar csapat tagjaként 182 sportoló vett részt, közülük 150 férfi és 32 nő. Az olimpia hivatalos műsorán szereplő tizenkilenc sportág közül tizenhétben indult magyarországi versenyző. A magyarországi résztvevők sportágankénti megoszlása a következő volt:
A következő táblázat ABC-rendben sorolja fel azokat a magyarországi sportolókat, akik az olimpián részt vettek.
| Ábécé szerinti tartalomjegyzék                                                                           |
| --- |
| A, Á B C Cs D Dz Dzs E, É F G Gy H I, Í J K L Ly M N Ny O, Ó Ö, Ő P Q R S Sz T Ty U, Ú Ü, Ű V W X Y Z Zs |

## Eredményesség sportáganként
| Sportág, szakág | Helyezések száma | Helyezések száma | Helyezések száma | Helyezések száma | Helyezések száma | Helyezések száma | Olimpiai pont | Indulók száma | Indulók száma | Indulók száma |
| Sportág, szakág | 1.               | 2.               | 3.               | 4.               | 5.               | 6.               | Olimpiai pont | Férfi         | Nő            | Össz.         |
| atlétika        | 0                | 3                | 1                | 2                | 3                | 1                | 32            | 20            | 11            | 31            |
| birkózás        | 2                | 0                | 0                | 1                | 3                | 0                | 23            | 10            | 0             | 10            |
| kajak-kenu      | 0                | 1                | 0                | 3                | 1                | 0                | 16            | 8             | 2             | 10            |
| kerékpározás    | 0                | 0                | 0                | 0                | 1                | 0                | 2             | 7             | 0             | 7             |
| kosárlabda      | 0                | 0                | 0                | 0                | 0                | 0                | 0             | 12            | 0             | 12            |
| labdarúgás      | 1                | 0                | 0                | 0                | 0                | 0                | 7             | 14            | 0             | 14            |
| ökölvívás       | 0                | 0                | 0                | 0                | 1                | 0                | 2             | 5             | 0             | 5             |
| öttusa          | 1                | 0                | 1                | 0                | 0                | 0                | 11            | 3             | 0             | 3             |
| röplabda        | 0                | 0                | 0                | 0                | 0                | 1                | 2             | 11            | 0             | 11            |
| sportlövészet   | 1                | 0                | 1                | 0                | 1                | 0                | 13            | 8             | 0             | 8             |
| súlyemelés      | 0                | 2                | 1                | 0                | 1                | 2                | 18            | 7             | 0             | 7             |
| torna           | 0                | 1                | 1                | 0                | 1                | 0                | 11            | 6             | 6             | 12            |
| úszás           | 0                | 0                | 0                | 1                | 0                | 2                | 5             | 12            | 8             | 20            |
| vitorlázás      | 0                | 0                | 0                | 0                | 0                | 0                | 0             | 1             | 0             | 1             |
| vívás           | 4                | 0                | 0                | 0                | 3                | 0                | 34            | 15            | 5             | 20            |
| vízilabda       | 1                | 0                | 0                | 0                | 0                | 0                | 7             | 12            | 0             | 12            |
|                 |                  |                  |                  |                  |                  |                  |               |               |               |               |
| Összesen        | 10               | 7                | 5                | 7                | 15               | 6                | 182           | 150           | 32            | 182           |

- Bodnár András úszásban és vízilabdában is indult.

## A
| Ali Csaba      | úszás     | 4x200 m gyorsúszás-váltó | 1. futamban kiesett |
| Ali Csaba      | úszás     | 400 m vegyesúszás        | 1. futamban kiesett |
| Alker Imre     | birkózás  | kötött fogás-lepkesúly   | helyezetlen         |
| Ambrus Miklós  | vízilabda | férfi-csapat             | Arany               |
| Antal Márta    | atlétika  | gerelyhajítás            | Ezüst               |
| Aranyos István | torna     | összetett-egyéni         | 28.                 |
| Aranyos István | torna     | összetett-csapat         | 9.                  |
| Aranyos István | torna     | talajtorna               | 41-                 |
| Aranyos István | torna     | lólengés                 | 30-                 |
| Aranyos István | torna     | nyújtó                   | 52-                 |
| Aranyos István | torna     | korlát                   | 21-                 |
| Aranyos István | torna     | gyűrű                    | 49-                 |
| Aranyos István | torna     | lóugrás                  | 28-                 |

## Á
| Ágoston Judit | vívás | női tőrvívás-csapat | Arany |

## B
| Bajkó Károly    | birkózás      | szabad fogás-váltósúly      | helyezetlen           |
| Bakonyi Péter   | vívás         | férfi kardvívás-csapat      | 5.                    |
| Bakonyi Péter   | vívás         | kardvívás-egyéni            | 9-                    |
| Balla Gábor     | sportlövészet | gyorstüzelő pisztoly-25 m   | 23.                   |
| Balla Mária     | úszás         | 100 m mellúszás             | 1. futamban kiesett   |
| Balla Mária     | úszás         | 4x100 m vegyesúszás-váltó   | 2. futamban kiesett   |
| Bárány Árpád    | vívás         | férfi párbajtőrvívás-csapat | Arany                 |
| Bartos Erzsébet | atlétika      | 100 m síkfutás              | 1. fordulóban kiesett |
| Bartos Erzsébet | atlétika      | 200 m síkfutás              | 1. fordulóban kiesett |
| Bartos Erzsébet | atlétika      | 4x100 m síkfutás-váltó      | 7.                    |
| Bencze János    | kosárlabda    | férfi-csapat                | 13.                   |
| Bene Ferenc     | labdarúgás    | férfi-csapat                | Arany                 |
| Benkő Katalin   | kajak-kenu    | kajak kettes-500 m          | 7.                    |
| Bicskey Richárd | kerékpározás  | kétüléses verseny           | 5.                    |
| Bicskey Richárd | kerékpározás  | sprintverseny               | 2. futamban kiesett   |
| Bodnár András   | vízilabda     | férfi-csapat                | Arany                 |
| Bodnár András   | úszás         | 400 m gyorsúszás            | 1. futamban kiesett   |
| Bodó Gábor      | röplabda      | férfi-csapat                | 6.                    |
| Bognár Judit    | atlétika      | súlylökés                   | 11.                   |
| Boháty Miklós   | kosárlabda    | férfi-csapat                | 13.                   |
| Boros Ottó      | vízilabda     | férfi-csapat                | Arany                 |

## C
| Czafik Béla | röplabda | férfi-csapat | 6. |

## Cs
| Csányi Rajmund | torna      | összetett-egyéni          | 17.                    |
| Csányi Rajmund | torna      | összetett-csapat          | 9.                     |
| Csányi Rajmund | torna      | talajtorna                | 41-                    |
| Csányi Rajmund | torna      | lólengés                  | 19-                    |
| Csányi Rajmund | torna      | nyújtó                    | 18-                    |
| Csányi Rajmund | torna      | korlát                    | 7-                     |
| Csányi Rajmund | torna      | gyűrű                     | 28-                    |
| Csányi Rajmund | torna      | lóugrás                   | 28-                    |
| Cser Győző     | torna      | összetett-egyéni          | 74.                    |
| Cser Győző     | torna      | összetett-csapat          | 9.                     |
| Cser Győző     | torna      | talajtorna                | 80-                    |
| Cser Győző     | torna      | lólengés                  | 105.                   |
| Cser Győző     | torna      | nyújtó                    | 75-                    |
| Cser Győző     | torna      | korlát                    | 40-                    |
| Cser Győző     | torna      | gyűrű                     | 54-                    |
| Cser Győző     | torna      | lóugrás                   | 87-                    |
| Csernai Tibor  | labdarúgás | férfi-csapat              | Arany                  |
| Csikány József | úszás      | 4x100 m vegyesúszás-váltó | 6.                     |
| Csikány József | úszás      | 200 m mellúszás           | 1. fordulóban kiersett |
| Csutorás Csaba | atlétika   | 100 m síkfutás            | 1. futamban kiesett    |
| Csutorás Csaba | atlétika   | 200 m síkfutás            | 2. futamban kiesett    |
| Csutorás Csaba | atlétika   | 4x100 m váltófutás        | 2. futamban kiesett    |

## D
| Dobay Gyula    | úszás     | 4x100 m vegyesúszás-váltó | 6.                  |
| Dobay Gyula    | úszás     | 100 m gyorsúszás          | 7.                  |
| Dobay Gyula    | úszás     | 4x100 m gyorsúszás-váltó  | 1. futamban kiesett |
| Dobay Gyula    | úszás     | 4x200 m gyorsúszás-váltó  | 1.futamban kiesett  |
| Dóra József    | műugrás   | műugrás                   | 21.                 |
| Dömölky Lídia  | vívás     | női tőrvívás-csapat       | Arany               |
| Dömölky Lídia  | vívás     | tőrvívás-egyéni           | 9-                  |
| Dömötör Zoltán | vízilabda | férfi-csapat              | Arany               |
| Ducza Anikó    | torna     | összetett-egyéni          | 16-                 |
| Ducza Anikó    | torna     | torna összetett-csapat    | 5.                  |
| Ducza Anikó    | torna     | talajtorna                | Bronz               |
| Ducza Anikó    | torna     | lóugrás                   | 30-                 |
| Ducza Anikó    | torna     | felemás korlát            | 29-                 |
| Ducza Anikó    | torna     | gerenda                   | 11-                 |

## E
| Eckschmiedt Sándor | atlétika   | kalapácsvetés             | 11.                 |
| Ecser Károly       | súlyemelés | nehézsúly                 | 5.                  |
| Egerváry Márta     | úszás      | 100 m pillangó úszás      | 2. futamban kiesett |
| Egerváry Márta     | úszás      | 4x100 m vegyesúszás-váltó | 2. futamban kiesett |
| Egerváry Márta     | úszás      | 400 m vegyesúszás         | 8.                  |
| Erdélyi Éva        | úszás      | 4x100 m gyorsúszás-váltó  | 4.                  |

## F
| Farkas János   | labdarúgás | férfi-csapat             | Arany               |
| Felkai László  | vízilabda  | férfi-csapat             | Arany               |
| Fináczy György | vitorlázás | finn dingi               | 13.                 |
| Flórián Tibor  | röplabda   | férfi-csapat             | 6.                  |
| Földi Imre     | súlyemelés | harmatsúly               | Ezüst               |
| Frank Mária    | úszás      | 4x100 m gyorsúszás-váltó | 1. futamban kiesett |

## G
| Gabányi László  | kosárlabda    | férfi-csapat                | 13.                 |
| Gábor Tamás     | vívás         | férfi párbajtőrvívás-csapat | Arany               |
| Gálos László    | röplabda      | férfi-csapat                | 6.                  |
| Gelei József    | labdarúgás    | férfi-csapat                | Arany               |
| Glatz Árpád     | kosárlabda    | férfi-csapat                | 13.                 |
| Gönczi Ferenc   | sportlövészet | pisztoly-50 m               | 20.                 |
| Göri István     | atlétika      | 20 km gyaloglás             | 15.                 |
| Greminger János | kosárlabda    | férfi-csapat                | 13.                 |
| Gulyás Ákos     | úszás         | 4x100 m gyorsúszás-váltó    | 1. futamban kiesett |
| Gulyás Ákos     | úszás         | 200 m hátúszás              | 1. futamban kiesett |
| Gulrich József  | úszás         | 4x100 m vegyesúszás-váltó   | 6.                  |
| Gulrich József  | úszás         | 100 m gyorsúszás            | 1. futamban kiesett |

## GY
| Gyarmati Béla   | vívás     | férfi tőrvívás-csapat | 7-                    |
| Gyarmati Dezső  | vízilabda | férfi-csapat          | Arany                 |
| Gyulai István   | atlétika  | 400 m síkfutás        | 1. futamban kiesett   |
| Gyuricza József | vívás     | férfi tőrvívás-egyéni | 2. fordulóban kiesett |
| Gyuricza József | vívás     | férfi tőrvívás-csapat | 7-                    |

## H
| Haán András    | kosárlabda    | férfi-csapat           | 13.                 |
| Habony Ferenc  | kerékpározás  | kétüléses verseny      | 5.                  |
| Habony Ferenc  | kerékpározás  | sprintverseny          | 2. futamban kiesett |
| Habony Ferenc  | kerékpározás  | 1000 m időfutam        | 18.                 |
| Hajba Antal    | kajak-kenu    | kenu kettes-1000 m     | 4.                  |
| Hammerl László | sportlövészet | kisöbű puska-fekvő     | Arany               |
| Hammerl László | sportlövészet | kisöbű puska-összetett | Bronz               |
| Havasi István  | atlétika      | 50 km gyaloglás        | 19.                 |
| Hesz Mihály    | kajak-kenu    | kajak egyes-1000 m     | Ezüst               |
| Hollósi Géza   | birkózás      | kötött fogás-középsúly | 4.                  |
| Hollósi Géza   | birkózás      | szabad fogás-középsúly | 5.                  |
| Horváth Zoltán | vívás         | férfi kardvívás-csapat | 5.                  |
| Huszka Mihály  | súlyemelés    | váltósúly              | 6.                  |

## I
| Ihász Kálmán   | labdarúgás | férfi-csapat | Arany |
| Ivancsó Vilmos | röplabda   | férfi-csapat | 6.    |

## J
| Jakosits Tibor | sportlövészet | kisöbű puska-összetett  | 12.   |
| Jakosits Tibor | sportlövészet | kisöbű puska-fekvő 50 m | 9.    |
| Jánosi Ferenc  | röplabda      | férfi-csapat            | 6.    |
| Juhász Katalin | vívás         | női tőrvívás-csapat     | Arany |
| Juhász Katalin | vívás         | tőrvívás-egyéni         | 5.    |
| Juszkó János   | kerékpározás  | országúti egyéni        | 24.   |
| Juszkó János   | kerékpározás  | 100 km csapatverseny    | 12.   |

## K
| Kajdi János         | ökölvívás     | könnyűsúly                  | 5.                    |
| Kalocsai Henrik     | atlétika      | távolugrás                  | 28.                   |
| Kalocsai Henrik     | atlétika      | hármasugrás                 | 19.                   |
| Kamuti Jenő         | vívás         | tőrvívás-egyéni             | 5.                    |
| Kamuti Jenő         | vívás         | tőrvívás-csapat             | 7-                    |
| Kamuti László       | vívás         | tőrvívás-csapat             | 7-                    |
| Kangyal Tibor       | kosárlabda    | férfi-csapat                | 13.                   |
| Kangyerka Antal     | röplabda      | férfi-csapat                | 6.                    |
| Kanizsa Tivadar     | vízilabda     | férfi-csapat                | Arany                 |
| Kárpáti György      | vízilabda     | férfi-csapat                | Arany                 |
| Katona József       | úszás         | 400 m gyorsúszás            | 1. futamban kiesett   |
| Katona József       | úszás         | 1500 m gyorsúszás           | 8.                    |
| Katona József       | úszás         | 4x200 m gyorsúszás-váltó    | 1. futamban kiesett   |
| Katona Sándor       | labdarúgás    | férfi-csapat                | Arany                 |
| Kausz István        | vívás         | férfi párbajtőrvívás-csapat | Arany                 |
| Kausz István        | vívás         | párbajtőrvívás-egyéni       | 2. fordulóban kiesett |
| Kazi Olga           | atlétika      | 400 m síkfutás              | 1. futamban kiesett   |
| Kazi Olga           | atlétika      | 800 m síkfutás              | 2. futanban kiesett   |
| Kelemen Lajos       | sportlövészet | pisztoly-50 m               | 13.                   |
| Kemecsey Imre       | kajak-kenu    | kajak négyes-1000 m         | 4.                    |
| Kispál Etelka       | atlétika      | távolugrás                  | 23.                   |
| Kiss Antal          | atlétika      | 20 km gyaloglás             | 21.                   |
| Kiss Ferenc         | birkózás      | kötött fogás-félnehézsúly   | 5.                    |
| Koczka Pál          | kosárlabda    | férfi-csapat                | 13.                   |
| Komora Imre         | labdarúgás    | férfi-csapat                | Arany                 |
| Konrád János        | vízilabda     | férfi-csapat                | Arany                 |
| Kontsek Jolán       | atlétika      | diszkoszvetés               | 6.                    |
| Kontsek Jolán       | atlétika      | súlylökés                   | 13.                   |
| Kosztolánczy György | úszás         | 400 m vegyesúszás           | 7.                    |
| Kosztolánczy György | úszás         | 4x200 m gyorsúszás-váltó    | 1. gutamban kiesett   |
| Kovács Attila       | vívás         | kardvívás-csapat            | 5.                    |
| Kovács Attila       | vívás         | kardvívás-egyéni            | 9-                    |
| Kovács Zsuzsa       | úszás         | 200 m mellúszás             | 1. futamban kiesett   |
| Kovács Zsuzsa       | úszás         | 4x100 m vegyesúszás-váltó   | 2. futamban kiesett   |
| Kozma István        | birkózás      | kötött fogás-nehézsúly      | Arany                 |
| Kulcsár Gergely     | atlétika      | gerelyhajítás               | Ezüst                 |
| Kulcsár Győző       | vívás         | férfi párbajtőrvívás-csapat | Arany                 |
| Kulcsár Győző       | vívás         | párbajtőrvívás-egyéni       | 9.                    |
| Kun Szilárd         | sportlövészet | önműködő gyors pisztoly     | 5.                    |

## L
| Lantos Csaba  | röplabda   | férfi-csapat              | 6.                  |
| Lelkes András | torna      | összetett-egyéni          | 71.                 |
| Lelkes András | torna      | összetett-csapat          | 9.                  |
| Lelkes András | torna      | talajtorna                | 78-                 |
| Lelkes András | torna      | lólengés                  | 36-                 |
| Lelkes András | torna      | nyújtó                    | 55-                 |
| Lelkes András | torna      | korlát                    | 75-                 |
| Lelkes András | torna      | gyűrű                     | 78.                 |
| Lelkes András | torna      | lóugrás                   | 78-                 |
| Lenvay Ödön   | kosárlabda | férfi-csapat              | 13.                 |
| Lenkei Ferenc | úszás      | 4x100 m vegyesúszás-váltó | 6.                  |
| Lenkei Ferenc | úszás      | 200 m mellúszás           | 2. futamban kiesett |

## M
| Mácsár József    | atlétika     | 3000 m akadályfutás       | 1. futamban kiesett |
| Madarász Csilla  | úszás        | 100 m gyorsúszás          | 6.                  |
| Madarász Csilla  | úszás        | 4x100 m gyorsúszás-váltó  | 4.                  |
| Madarász Csilla  | úszás        | 4x100 m vegyesúszás-váltó | 2. futamban kiesett |
| Mahó László      | kerékpározás | országúti-egyéni          | 83.                 |
| Mahó László      | kerékpározás | 100 km országúti-csapat   | 12.                 |
| Mák Gyöngyi      | torna        | összetett-egyéni          | 25-                 |
| Mák Gyöngyi      | torna        | összetett-csapat          | 5.                  |
| Mák Gyöngyi      | torna        | talajtorna                | 25-                 |
| Mák Gyöngyi      | torna        | lóugrás                   | 35-                 |
| Mák Gyöngyi      | torna        | felemás korlát            | 21-                 |
| Mák Gyöngyi      | torna        | gerenda                   | 22-                 |
| Makray Katalin   | torna        | összetett-egyéni          | 18.                 |
| Makray Katalin   | torna        | összetett-csapat          | 5.                  |
| Makray Katalin   | torna        | talajtorna                | 10-                 |
| Makray Katalin   | torna        | lóugrás                   | 51-                 |
| Makray Katalin   | torna        | felemás korlát            | Ezüst               |
| Makray Katalin   | torna        | gerenda                   | 16-                 |
| Markó Margit     | atlétika     | 100 m síkfutás            | 3. futamban kiesett |
| Markó Margit     | atlétika     | 4x100 m váltófutás        | 7.                  |
| Marosi Paula     | vívás        | női tőrvívás-csapat       | Arany               |
| Mayer Mihály     | vízilabda    | férfi-csapat              | Arany               |
| Mecser Lajos     | atlétika     | 5000 m futás              | 1. futamban kiesett |
| Megyerdi Antal   | kerékpározás | országúti-egyéni          | 47.                 |
| Mészáros András  | kerékpározás | országúti-egyéni          | 35.                 |
| Mészáros András  | kerékpározás | 100 km országúti-csapat   | 12.                 |
| Mészáros György  | kajak-kenu   | kajak kettes-1000 m       | 5.                  |
| Mészáros György  | kajak-kenu   | kajak négyes-1000 m       | 4.                  |
| Meszéna Miklós   | vívás        | kardvívás-csapat          | 5.                  |
| Mihályfi László  | atlétika     | 100 m síkfutás            | 1. futamban kiesett |
| Mihályfi László  | atlétika     | 4x100 m váltófutás        | 2. futamban kiesett |
| Molnár István    | röplabda     | férfi-csapat              | 6.                  |
| Munkácsi Antónia | atlétika     | 400 m síkfutás            | 4.                  |
| Munkácsi Antónia | atlétika     | 4x100 m váltófutás        | 7.                  |
| Müller Katalin   | torna        | összetett-egyéni          | 27.                 |
| Müller Katalin   | torna        | összetett-csapat          | 5.                  |
| Müller Katalin   | torna        | talajtorna                | 35-                 |
| Müller Katalin   | torna        | lóugrás                   | 46.                 |
| Müller Katalin   | torna        | felemás korlát            | 26.                 |
| Müller Katalin   | torna        | gerenda                   | 10.                 |

## N
| Nagy Imre        | öttusa     | férfi-csapat          | Bronz |
| Nagy Imre        | öttusa     | öttusa-egyéni         | 7.    |
| Nagy Róbert      | súlyemelés | harmatsúly            | 9.    |
| Nagy Zsigmond    | atlétika   | súlylökés             | 5.    |
| Nagy Zsuzsa      | atlétika   | 800 m síkfutás        | 4.    |
| Nemere Zoltán    | vívás      | párbajtőrvívás-csapat | Arany |
| Nemere Zoltán    | vívás      | párbajtőrvívás-egyéni | 9-    |
| Nemessányi Árpád | súlyemelés | félnehézsúly          | 6.    |
| Nógrádi Ferenc   | labdarúgás | férfi-csapat          | Arany |
| Novák Dezső      | labdarúgás | férfi-csapat          | Arany |

## O
| Orbán Árpád | labdarúgás | férfi-csapat | Arany |

## P
| Palotai Károly  | labdarúgás | férfi-csapat            | Arany               |
| Papp Tibor      | ökölvívás  | légsúly                 | 9-                  |
| Pézsa Tibor     | vívás      | kardvívás-egyéni        | Arany               |
| Pézsa Tibor     | vívás      | kardvívás-csapat        | 5.                  |
| Pintér János    | atlétika   | 5000 m futás            | 1. futamban kiesett |
| Pintér János    | atlétika   | 10 000 m futás          | feladta             |
| Pintér János    | atlétika   | maraton futás           | 37.                 |
| Pócsik Dénes    | vízilabda  | férfi-csapat            | Arany               |
| Pólik György    | kosárlabda | férfi-csapat            | 13.                 |
| Polyák Imre     | birkózás   | kötött fogás-pehelysúly | Arany               |
| Prieszol József | kosárlabda | férfi-csapat            | 13.                 |
| Prouza Ottó     | röplabda   | férfi-csapat            | 6.                  |

## R
| Rábai Gyula    | atlétika   | 4x100 m váltófutás     | 2. futamban kiesett |
| Rácz János     | kosárlabda | férfi-csapat           | 13.                 |
| Rejtő Ildikó   | vívás      | tőrvívás-egyéni        | Arany               |
| Rejtő Ildikó   | vívás      | tőrvívás-csapat        | Arany               |
| Reznák János   | birkózás   | nehézsúly              | helyezetlen         |
| Rizmayer Antal | birkózás   | kötött fogás-váltósúly | 5.                  |
| Róka Mária     | kajak-kenu | kajak-egyes-500 m      | 8.                  |
| Róka Mária     | kajak-kenu | kajak kettes-500 m     | 7.                  |
| Rozsnyai Huba  | atlétika   | 100 m síkfutás         | 1. futamban kiesett |
| Rozsnyai Huba  | atlétika   | 4x100 m váltófutás     | 2. futamban kiesett |
| Rusorán Péter  | vízilabda  | férfi-csapat           | Arany               |

## S
| Sándor Zoltán  | sportlövészet | sportpuska összetett-300 m | 16.                 |
| Sebők László   | ökölvívás     | nagyváltósúly              | 17-                 |
| Simkó Imre     | sportlövészet | sportpuska összetett-300 m | 19.                 |
| Simon Attila   | atlétika      | 1500 m futás               | 1. futamban kiesett |
| Simon Attila   | atlétika      | 3000 m akadályfutás        | 1. futamban kiesett |
| Soltész Árpád  | kajak-kenu    | kenu kettes-1000 m         | 4.                  |
| Sós Péter      | torna         | összetett-egyéni           | 78.                 |
| Sós Péter      | torna         | összetett-csapat           | 9.                  |
| Sós Péter      | torna         | talajtorna                 | 74-                 |
| Sós Péter      | torna         | lólengés                   | 30-                 |
| Sós Péter      | torna         | nyújtó                     | 60-                 |
| Sós Péter      | torna         | korlát                     | 75-                 |
| Sós Péter      | torna         | gyűrű                      | 49-                 |
| Sós Péter      | torna         | lóugrás                    | 96-                 |
| Stámusz Ferenc | kerékpározás  | 100 km országúti-csapat    | 12.                 |
| Stugner Judit  | atlétika      | diszkoszvetés              | 10.                 |
| Such Ida       | atlétika      | 4x100 m váltófutás         | 7.                  |
| Sütő József    | atlétika      | maraton futás              | 5.                  |
| Sütő József    | atlétika      | 10 000 m futás             | 16.                 |

## Sz
| Szabó Sándor       | vívás      | tőrvívás-egyéni          | 7.                  |
| Szabó Sándor       | vívás      | tőrvívás-csapat          | 7.                  |
| Szabó Zsuzsa       | atlétika   | 800 m síkfutás           | 4.                  |
| Száll Antal        | úszás      | 100 m gyorsúszás         | 1. futamban kiesett |
| Száll Antal        | úszás      | 4x100 m gyorsúszás-váltó | 1. futamban kiesett |
| Szécsényi József   | atlétika   | diszkoszvetés            | 5.                  |
| Szente András      | kajak-kenu | kajak négyes-1000 m      | 4.                  |
| Szentmihályi Antal | labdarúgás | férfi-csapat             | Arany               |
| Szepesi Gusztáv    | labdarúgás | férfi-csapat             | Arany               |
| Szlamka László     | úszás      | 400 m gyorsúszás         | 1. futamban kiesett |
| Szlamka László     | úszás      | 4x100 m gyorsúszás-váltó | 1. futamban kiesett |
| Szöllősi Imre      | kajak-kenu | kajak négyes-1000 m      | 4.                  |
| Szöllősi Imre      | kajak-kenu | kajak kettes-1000 m      | 5.                  |

## T
| Takács Katalin | úszás      | 4x100 m gyorsúszás-váltó | 4.                  |
| Takács Katalin | úszás      | 100 m gyorsúszás         | 2. futamban kiesett |
| Tatár Mihály   | röplabda   | férfi-csapat             | 6.                  |
| Tolnai Márta   | torna      | összetett-egyéni         | 32.                 |
| Tolnai Márta   | torna      | összetett-csapat         | 5.                  |
| Tolnai Márta   | torna      | talajtorna               | 40-                 |
| Tolnai Márta   | torna      | lóugrás                  | 21-                 |
| Tolnai Márta   | torna      | felemás korlát           | 36.                 |
| Tolnai Márta   | torna      | gerenda                  | 34.                 |
| Tóth Géza      | súlyemelés | középsúly                | Ezüst               |
| Tóth István    | ökölvívás  | kisváltósúly             | 9.                  |
| Törő András    | kajak-kenu | kenu egyes-1000 m        | 4.                  |
| Török Ferenc   | öttusa     | öttusa-egyéni            | Arany               |
| Török Ferenc   | öttusa     | öttusa-csapat            | Bronz               |
| Török Gyula    | ökölvívás  | harmatsúly               | 17-                 |
| Török Ottó     | öttusa     | öttusa-csapat            | Bronz               |
| Török Ottó     | öttusa     | öttusa-egyéni            | 26.                 |
| Tressel Mária  | torna      | összetett-egyéni         | 21.                 |
| Tressel Mária  | torna      | összetett-csapat         | 5.                  |
| Tressel Mária  | torna      | talajtorna               | 15.                 |
| Tressel Mária  | torna      | lóugrás                  | 55.                 |
| Tressel Mária  | torna      | felemás korlát           | 8-                  |
| Tressel Mária  | torna      | gerenda                  | 17-                 |
| Turóczy Judit  | úszás      | 4x100 m gyorsúszás-váltó | 4.                  |
| Turóczy Judit  | úszás      | 100 m gyorsúszás         | 2. futamban kiesett |
| Tüske Ferenc   | röplabda   | férfi-csapat             | 6.                  |

## V
| Varga János  | birkózás   | kötött fogás-légsúly      | helyezetlen |
| Varga János  | birkózás   | szabad fogás-légsúly      | helyezetlen |
| Varga Lajos  | torna      | összetett-egyéni          | 35-         |
| Varga Lajos  | torna      | összetett-csapat          | 9.          |
| Varga Lajos  | torna      | talajtorna                | 38-         |
| Varga Lajos  | torna      | lólengés                  | 100-        |
| Varga Lajos  | torna      | nyújtó                    | 45-         |
| Varga Lajos  | torna      | korlát                    | 14-         |
| Varga Lajos  | torna      | gyűrű                     | 46-         |
| Varga Lajos  | torna      | lóugrás                   | 60-         |
| Varga Zoltán | labdarúgás | férfi-csapat              | Arany       |
| Varjú Vilmos | atlétika   | súlylökés                 | Bronz       |
| Veres Győző  | súlyemelés | középsúly                 | Bronz       |
| Vigh Imre    | birkózás   | szabad fogás-félnehézsúly | helyezetlen |

## Zs
| Zsivótzky Gyula | atlétika | kalapácsvetés | Ezüst |